# Niša Saveljić
Niša Saveljić (* 27. März 1970 in Titograd, Jugoslawien) ist ein ehemaliger jugoslawischer Fußballspieler. Seine Karriere verbrachte er unter anderem bei Hajduk Kula, Partizan Belgrad und Girondins Bordeaux. Er spielte insgesamt 32 Mal für die jugoslawische Nationalmannschaft und nahm an der Weltmeisterschaft 1998 und Europameisterschaft 2000 teil.
| Personendaten    | Personendaten                 |
| ---------------- | ----------------------------- |
| NAME             | Saveljić, Niša                |
| KURZBESCHREIBUNG | jugoslawischer Fußballspieler |
| GEBURTSDATUM     | 27. März 1970                 |
| GEBURTSORT       | Titograd, SFR Jugoslawien     |